# MY割
MY割（まいわり）は、2006年2月20日に開始し、2007年9月1日に『誰でも割』に移行するまで行われていたauの月額使用料割引サービスである。

## 概要
このサービスが開始される以前は、家族で同じ会社を2台以上契約している場合は家族割に加入することができるが、家族に同じ会社を契約している人がいない場合は家族割に加入できないため、家族で同じ会社を契約している場合に比べて、割高となっていた。
そこで、家族割に加入していない人でも家族割引適用時と同じ分だけ割引されるのがこのサービスである。

## サービス内容
この割引サービスはauでは初の、2年更新制の割引プランとなっている。
サービス内容は2年更新で先行するボーダフォン（現ソフトバンクモバイル）のサービスであるハッピーボーナスと類似しており、2年単位の契約をする代わりに、加入時から月額基本料金を36.5％割り引く。割引率は11年目まで徐々に上がり、11年目以降は50％になる。契約を解約しない限り、契約は2年ごとに自動的に更新される。
なお「年割＋家族割」の場合と異なり、契約は2年単位の更新となるので更新月以外に解約した場合は、契約解除料が9,975円（税込）かかる。
更新月の時点で家族割に入っていた場合は、「年割＋家族割」へ自動的に移行する。
なお、2007年9月1日からは誰でも割が開始されることに伴い、MY割のユーザーは自動的に誰でも割へ移行する。また、2007年9月1日以降は新規にMY割に加入することはできない。

## 割引率
WINの場合
- 1年目 - 36.5%
- 2年目 - 38%
- 3年目 - 39.5%
- 4年目 - 41%
- 5年目 - 42.5%
- 6年目 - 44%
- 7年目 - 45.5%
- 8年目 - 47%
- 9年目 - 48%
- 10年目 - 49%
- 11年目~ - 50%

## 他社の類似サービス
- 自分割引　- ソフトバンクモバイルのサービス。オレンジプランではauと同等のサービス。なお2007年9月1日からはブループランでも開始される。
- ひとりでも割50 - NTTドコモのサービス。2007年8月22日に開始。当初はMY割に追随する形で「ひとりでも割引」として提供される予定であったが、誰でも割の発表により内容と名称が改定されている。